# Cuchillas (Morovis)
Cuchillas es un barrio ubicado en el municipio de Morovis en el estado libre asociado de Puerto Rico. En el Censo de 2010 tenía una población de 2333 habitantes y una densidad poblacional de 310,93 personas por km².

## Geografía
Cuchillas se encuentra ubicado en las coordenadas 18°18′16″N 66°23′9″O / 18.30444, -66.38583. Según la Oficina del Censo de los Estados Unidos, Cuchillas tiene una superficie total de 7.5 km², que corresponden a tierra firme.

## Demografía
Según el censo de 2010, había 2333 personas residiendo en Cuchillas. La densidad de población era de 310,93 hab./km². De los 2333 habitantes, Cuchillas estaba compuesto por el 90.91% blancos, el 4.37% eran afroamericanos, el 0.04% eran amerindios, el 3.21% eran de otras razas y el 1.46% pertenecían a dos o más razas. Del total de la población el 99.66% eran hispanos o latinos de cualquier raza.